# Saze

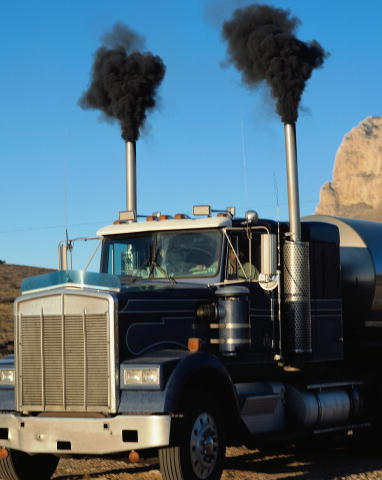
Nákladní automobil se vznětovým motorem bez filtru pevných částic vypouští oblak sazí – příliš bohatá směs (nadbytek nafty, nedostatek kyslíku)

Saze jsou tmavý prachový nános nespálených palivových zbytků, obvykle složený hlavně z amorfního uhlíku.

## Výskyt
Saze vznikají zvláště při spalování na uhlík bohatých organických paliv za nedostatku kyslíku.[zdroj?]
Hromadí se v komínech, automobilových výfucích (hlavně u automobilů se vznětovým (dieselovým) motorem) a dalších površích vystavených kouři.

## Výroba
Saze se dají jednoduše experimentálně připravit na nehořlavém povrchu, např. na víčku od plechovky nebo sklenice. Saze vyrobené tímto způsobem patří k nejtmavším známým látkám.
Technický uhlík (saze) se průmyslově vyrábí ve válcových reaktorech z těžkého topného oleje a zemním plynem předehřátého vzduchu. Vzniká jemná hmota – fluffy – (o hustotě cca 100 g/l), která se dále zahušťuje (granuluje) obvykle mokrou cestou na hustotu 300 až 500 g/l. Po přidání vody 1:1 se intenzivním mícháním dosáhne vzniku granulí s minimálním obsahem nežádoucího prachového podílu (ten se při výrobě pneumatik a podobných výrobků špatně vmíchává do kaučukových směsí). Po vzniku granulí se tyto vysuší a expedují převážně v silničních autocisternách a v menším množství i po železnici.

## Využití

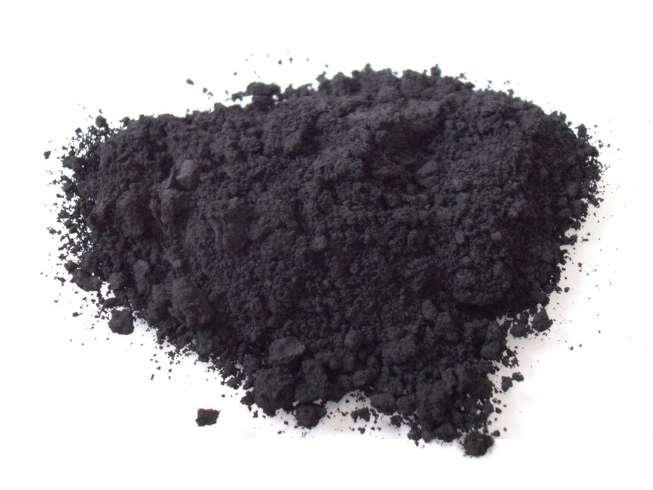
Uhlíková čerň – saze využívané jako pigment

Saze byly užívány jako černé barvivo v barvách a inkoustech již od prehistorických časů, a jsou ještě široce používány v tiskařských inkoustech, tonerech pro xerografii, laserových tiskárnách a v chemickém průmyslu.
Nejdůležitějším způsobem využití je jako plnivo kaučukových pneumatik. Toto použití spotřebuje 85 % průmyslově vyrobených sazí.[zdroj?]

## Nežádoucí vlivy

### Účinnost a bezpečnost strojů a staveb
Saze zanášející při špatném způsobu spalování vnitřní povrchy snižují účinnost tepelných strojů. Z tohoto důvodu se například u některých druhů parních kotlů musí provést po zatopení očištění zanesených povrchů (na chladném povrchu během zatápění kondenzuje voda a na ni se nalepí saze).
Saze jsou hořlavé a pokud se usadí ve větších množstvích například v komíně, může dojít k zahoření, případně k výbuchu.[zdroj?]

### Globální oteplování
Program OSN pro životní prostředí upozorňuje, že saze z naftových motorů, lokálních topenišť i jiných zdrojů mají významný vliv na globální oteplování, neboť silně pohlcují sluneční záření, ovlivňují formování mraků a mění odrazivost sněhu a ledu v polárních oblastech.

### Zdravotní rizika
Cigaretový kouř obsahuje saze, které zanášejí a ničí plíce. Způsobují zjizvení plicní tkáně a tím snižují jejich plochu a pružnost. Vzduch zůstává izolovaný uvnitř a nemůže docházet k dostatečné výměně plynů. Způsobují nemoc zvanou emfyzém, která může způsobit i smrt.[zdroj?]
Saze z dieselových motorů rozptýlené ve vzduchu jsou považovány za vysoce nebezpečné, protože částečky menší než pět mikrometrů nejsou vyfiltrovány v horních cestách dýchacích, a mohou působit jako karcinogeny.